# Joe Higgins
Joe Higgins, irl. Seosamh Ó hUiginn (ur. 20 maja 1949 w Lispole w hrabstwie Kerry) – irlandzki polityk, jeden z liderów trockistowskiej Partii Socjalistycznej, poseł do Dáil Éireann w latach 1997–2007 i 2011–2016, od 2009 do 2011 poseł do Parlamentu Europejskiego.

## Życiorys
W latach 60. Joe Higgins studiował w seminarium duchownym w Stanach Zjednoczonych. Po włączeniu się w ruch przeciw wojnie wietnamskiej porzucił studia. Po powrocie do Irlandii ukończył filologię angielską i francuską na University College w Dublinie, a następnie pracował jako nauczyciel.
Jeszcze na studiach wstąpił do Partii Pracy, w której należał do frakcji radykalnej, sprzeciwiającej się udziałowi laburzystów w koalicjach z innymi ugrupowaniami. W 1989 został usunięty z Partii Pracy za entryzm. W 1996 był współzałożycielem i jednym z liderów Partii Socjalistycznej. Był jej jedynym przedstawicielem w Dáil Éireann w latach 1997–2007. Został wybrany w wyborach w 1997 i ponownie w wyborach w 2002. Jednak w wyborach w 2007 nie udało mu się uzyskać reelekcji.
W wyborach dwa lata później dostał się do Parlamentu Europejskiego, pokonując w okręgu dublińskim kandydata Fianna Fáil Eoina Ryana. W PE VII kadencji przystąpił do frakcji GUE/NGL. Zasiadł w Komisji Handlu Międzynarodowego. W wyborach w 2011 ponownie wybrany do Dáil Éireann, w związku z czym odszedł z Europarlamentu. W krajowym parlamencie zasiadał do 2016.